# Великий Байрак
Вели́кий Ба́йрак (до XX століття Байрак) — село в Україні, у Великосорочинській сільській громаді Миргородського району Полтавської області. Населення становить 470 осіб. Колишній орган місцевого самоврядування — Великобайрацька сільська рада.

## Географія
Село Великий Байрак знаходиться за 6 км від правого берега річки Псел, примикає до села Цисеве, на відстані 1 км від села Довгалеве та за 1,5 км від селища Мирне. Розташоване за 25 км від райцентру та за 16 км від залізничної станції Гоголеве.
По селу протікає кілька іригаційних каналів

## Історія
Перші відомості про хутори Великий Байрак зустрічаються у XIX ст. 1859 — 18 дворів, 114 жителів. 1864 збуд. дерев'яну Покровську церкву. У XIX ст. на території хуторів Великий Байрак — організовано виробництво селітри (належало поміщикові Смагіну). 1885 — відкрито народне училище, 1901–1903 діяла кошикова майстерня.
1905 у Великому Байраку побудовано нове приміщення для церковнопарафіяльної початкової школи. За статистичними даними 1910 на території п'яти хуторів: Великий Байрак, Довгалевого, Кузьменкового, Цисевого, Рокитного (с-ще Мирне) — 259 дворів, з них козацьких — 178, 1252 жителів, всього землі — 1495 десятин.
З 1917 - у складі УНР. З 1918 - в Українській Державі Гетьмана Павла Скоропадського.
У 1926 Великий Байрак Великосорочинського (Нероновицького) району, 102 двори, 560 жителів. 1929 на хуторах Великий Байрак організовано 4 ТСОЗ. У 1931 на базі ТСОЗів створено колгосп «Пролетар», а на території хутотра Рокитного організовано свинарський племінний радгосп ім. Калюжного (з 1932 — ім. Декабристів).
З 14 вересня 1941 до 18 вересня 1943 територія сільради була звільнена від комуністів. Гітлерівці стратили 4 комуністи, які робили у селі біду. На роботу до Німеччини прїхало 170 чол.
У селі державний племінний свинарський завод, с.ш., фельдшерсько-акушер. пункт, два дитячих садки, Будинок культури на 330 місць, сільс. (10 839 од. зб.) та профспілкова (6300 од. зб.) б-ки, відділення зв'язку.

## Населення
- 1859 — 114[1]
- 1910 — 1252[1]
- 1926 — 560[1]
- 1990 — 627[1]
- 2001 — 485

## Особистості
- Ханко П. Д. — ланкова племзаводу 1949 удостоєна комуністичного звання Героя Соціалістичної Праці[1]
- Балюк О. О. — доярка 1966 удостоєна комуністичного звання Героя Соціалістичної Праці[1]
- Мандя Павло Якович — український спортсмен-гирьовик, заслужений тренер України.

## Пам'ятники та парки
У селі встановлено пам'ятник В. І. Леніну. 1968 закладено парк Слави, у якому споруд, обеліск воїнам-односельцям, полеглим у роки війни Сталіна з Гітлером.